# Katedrála v Barceloně
Barcelonská katedrála, též katedrála svatého Kříže a svaté Eulálie (španělsky Catedral de la Santa Cruz y Santa Eulalia) se nachází v historické gotické čtvrti Barcelony Barri Gòtic. Výstavba katedrály, která je sídlem arcibiskupa, probíhala od 13. do 15. století. Zcela dokončena však byla až ve 20. století. 
Chrám je zasvěcen jedné z patronů Barcelony, mučednici svaté Eulálii. K uctění její památky se v přilehlém dvoře chová 13 bílých hus, jejichž počet připomíná věk Eulálie v době, kdy zemřela.

## Historický vývoj

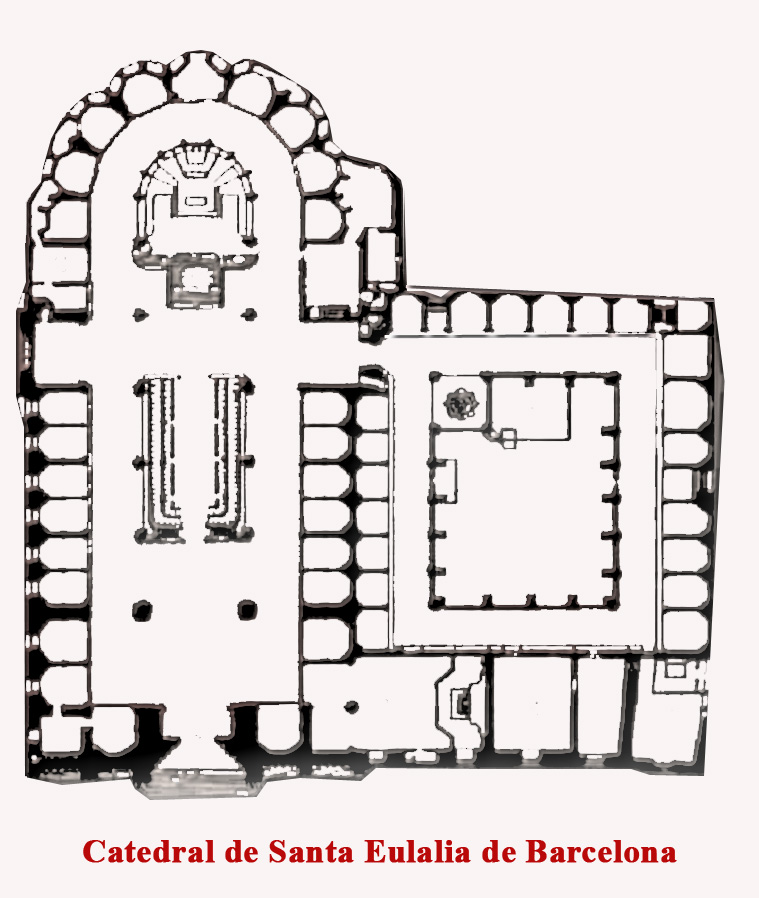
Půdorys katedrály

Základní kámen katedrály byl položen 1. května 1298 v době vlády Jakuba II. Ani po více než dvou dalších stoletích však stavba nebyla dokončená. Dostavba přišla až v 19. století, kdy se na ni roku 1860 rozhodl věnovat své peníze barcelonský obchodník Manuel Girona. Fasádu průčelí projektoval architekt José Oriol Mestre, realizovala se v letech 1887–1890. Centrální věž byla dokončena teprve v roce 1913. 

## Popis
Barcelonská katedrála je trojlodní bazilikou, ke které přiléhá řada kaplí. Na jižní straně katedrály se nachází klášterní budovy s rajským dvorem.

### Interiér
Jedním z nejdůležitějších děl katalánského gotického stylu jsou chórové lavice ze 14. a 15. století. Na jejich zadní straně se nacházejí erby Řádu zlatého rouna z 16. století. 
Nejcennějšími uměleckými díly v katedrále jsou oltářní obrazy, na kterých je zpodobněn mj. svatý Ambrož nebo svatý Martin.

## Fotogalerie

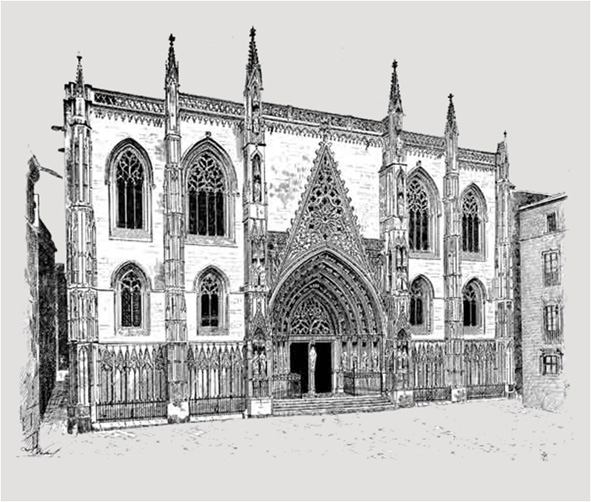
Průčelí v roce 1850
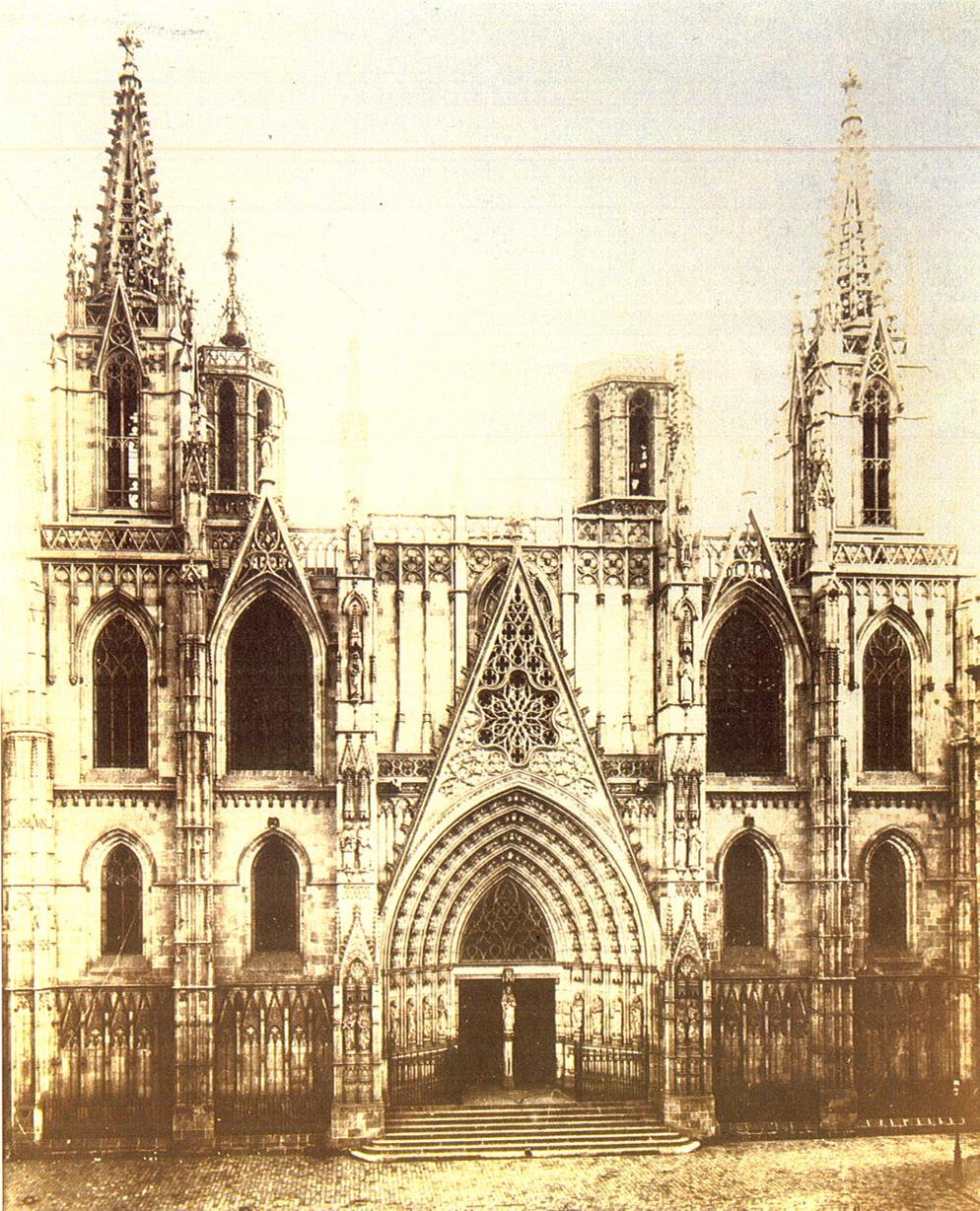
Kolem roku 1900
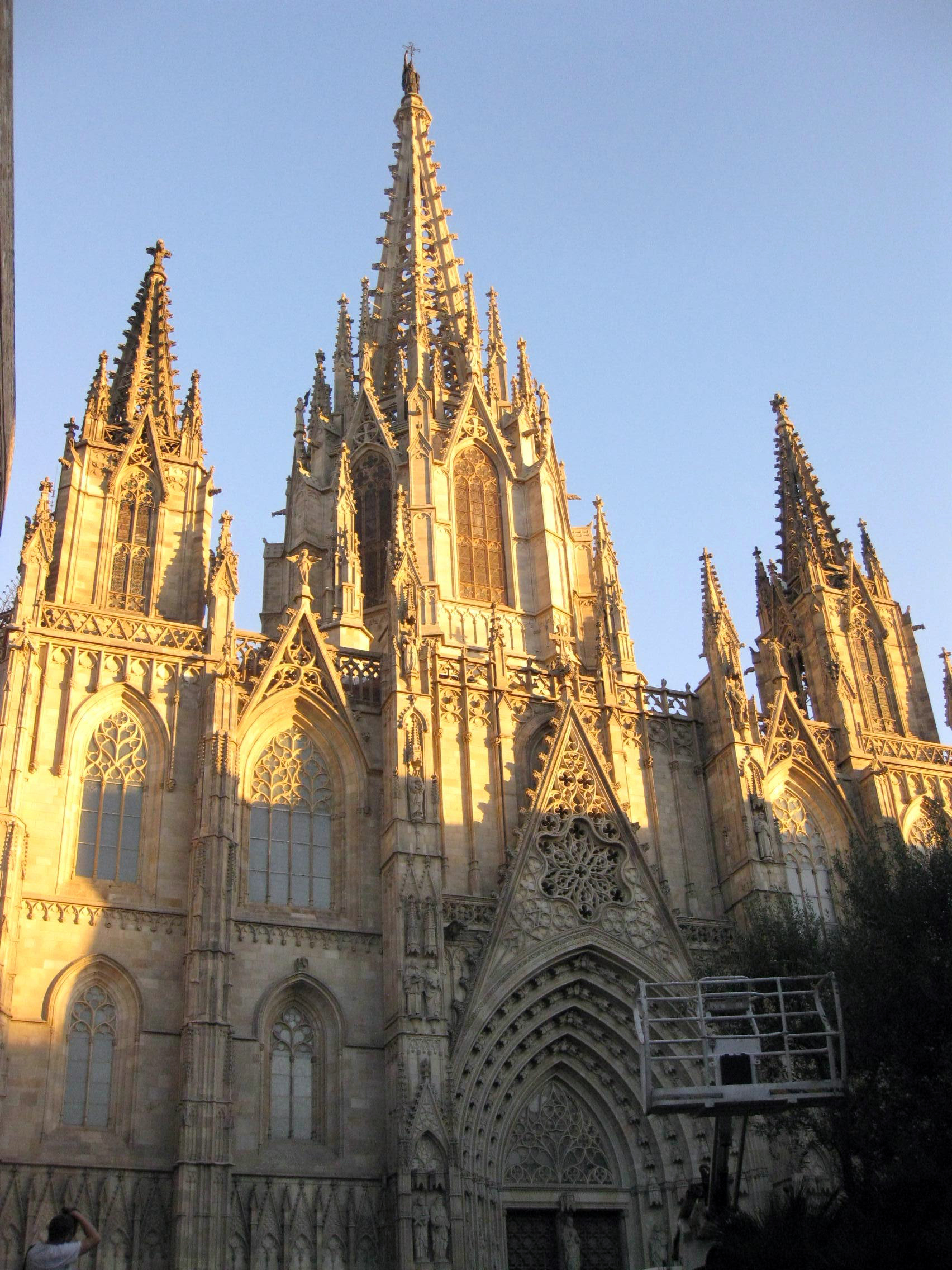
Od roku 1913